# Andrew McCarthy
Andrew Thomas McCarthy, född 29 november 1962 i Westfield, New Jersey, är en amerikansk skådespelare och regissör. McCarthy tillhörde 1980-talets Brat Pack inom filmen.
McCarthy debuterade på Broadway 1985 i The Boys of Winter. Han var med i gruppen av unga skådespelare på 1980-talet i Hollywood som kallades "Brat Pack", där bland andra även Emilio Estevez, Rob Lowe och Molly Ringwald ingick och han medverkade i Brat Pack-filmer som St. Elmo's Fire och Pretty in Pink.
Han är sedan 2006 gift med Dolores Rice, de har en dotter född samma år – Willow.

## Filmografi i urval
- 1983 –  Jonathan frestelse
- 1985 – St. Elmo's Fire
- 1986 – Pretty in Pink
- 1987 – Noll att förlora
- 1989 – Länge leve Bernie
- 1990 – Stilla dagar i Clichy
- 1992 – Only You
- 1993 – Weekend at Bernie's II
- 1993 – The Joy Luck Club
- 1994 – Mrs. Parker and the Vicious Circle
- 1996 – Mulholland Falls
- 2008–2009 – Lipstick Jungle (TV-serie)
- 2008 – Spiderwick
- 2010 – Main Street